# Nowojurjiwka
Nowojurjiwka (ukr. Новоюр'ївка) – wieś na Ukrainie, w obwodzie mikołajowskim, w rejonie basztańskim, w hromadzie Wilne Zaporiżżia. W 2001 liczyła 619 mieszkańców, spośród których 596 wskazało jako ojczysty język ukraiński, 14 rosyjski, 8 mołdawski, a 1 białoruski.